# Carex wootonii
Carex wootonii är en halvgräsart som beskrevs av Kenneth Kent Mackenzie. Carex wootonii ingår i släktet starrar, och familjen halvgräs. Inga underarter finns listade i Catalogue of Life.